# Erik Botheim
Erik Botheim (ur. 10 stycznia 2000 w Oslo) – norweski piłkarz występujący na pozycji napastnika w szwedzkim  klubie Malmö FF oraz w reprezentacji Norwegii.

## Kariera klubowa

### Rosenborg BK
18 lipca 2016 dołączył do akademii Rosenborg BK podpisując trzyletni kontrakt. W styczniu 2017 rozpoczął treningi z pierwszym zespołem. Zadebiutował 26 kwietnia 2017 w meczu Pucharu Norwegii przeciwko Strindheim IL (0:2). 16 czerwca 2017 podpisał nowy kontrakt ważny do 2020 roku i został na stałe przesunięty do pierwszej drużyny. 17 września 2017 zadebiutował w Eliteserien w meczu przeciwko Vålerenga Fotball (3:0). W sezonie 2017 jego zespół zajął pierwsze miejsce w tabeli i zdobył mistrzostwo Norwegii. 7 grudnia 2017 zadebiutował w fazie grupowej Ligi Europy UEFA w meczu przeciwko Wardarowi Skopje (1:1). 26 kwietnia 2018 wystąpił w meczu o Superpuchar Norwegii przeciwko Lillestrøm SK (0:1) i zdobył trofeum. Pierwszą bramkę zdobył 2 maja 2018 w meczu Pucharu Norwegii przeciwko Steinkjer FK (0:5), w którym zdobył hat tricka. Pierwszą bramkę w Eliteserien zdobył 7 lipca 2018 w meczu przeciwko Tromsø IL (2:1). 11 lipca 2018 zadebiutował w kwalifikacjach do Ligi Mistrzów UEFA w meczu przeciwko Valurowi (1:0). W sezonie 2018 jego drużyna zajęła pierwsze miejsce w tabeli zdobywając mistrzostwo Norwegii i wygrała Puchar Norwegii. 10 sierpnia 2019 zdobył swojego pierwszego hat tricka w Eliteserien w meczu przeciwko Tromsø IL (5:2). 21 listopada 2019 podpisał nowy dwuletni kontrakt z zespołem.

### Stabæk Fotball
17 lipca 2020 został wysłany na wypożyczenie do drużyny Stabæk Fotball. Zadebiutował 19 lipca 2020 w meczu Eliteserien przeciwko Aalesunds FK (1:3).

### FK Bodø/Glimt
17 lutego 2021 podpisał dwuletni kontrakt z klubem FK Bodø/Glimt. Zadebiutował 9 maja 2021 w meczu Eliteserien przeciwko Tromsø IL (3:0), w którym zdobył swoją pierwszą bramkę. 7 lipca 2021 zdobył pierwszą bramkę w kwalifikacjach do Ligi Mistrzów UEFA w meczu przeciwko Legii Warszawa (2:3).

### Salernitana
7 lipca 2022 podpisał dwuletni kontrakt z klubem US Salernitana 1919.  Zadebiutował 28 sierpnia 2022 w meczu Serie A przeciwko UC Sampdoria (4:0), w którym zdobył swoją pierwszą bramkę. 

### Malmö FF
1 lutego 2024 podpisał trzyletni kontrakt z klubem Malmö FF.  Zadebiutował 30 marca 2024 w meczu Allsvenskan przeciwko IFK Norrköping, w którym zdobył swoją pierwszą pierwszą bramkę. 

## Kariera reprezentacyjna

### Norwegia U-19
4 lipca 2018 otrzymał powołanie do reprezentacji Norwegii U-19 na Mistrzostwa Europy U-19 2018. Zadebiutował 19 lipca 2018 w meczu fazy grupowej Mistrzostw Europy U-19 2018 przeciwko reprezentacji Finlandii U-19 (2:3), w którym zdobył swoją pierwszą bramkę. W 2019 roku otrzymał powołanie na Mistrzostwa Europy U-19 2019.

### Norwegia U-21
W 2021 roku otrzymał powołanie do reprezentacji Norwegii U-21. Zadebiutował 3 września 2021 w meczu eliminacji do Mistrzostw Europy U-21 2023 przeciwko reprezentacji Austrii U-21 (3:1), w którym zdobył swoją pierwszą bramkę.

### Norwegia
W 2024 otrzymał powołanie do seniorskiej reprezentacji Norwegii. Zadebiutował 8 czerwca 2024 w meczu towarzyskim przeciwko reprezentacji Danii (1:3) wchodząc w 88 minucie meczu jako rezerwowy za Oscara Bobba. 

## Statystyki

### Klubowe
(aktualne na dzień 18 lipca 2024)
| Klub                  | Sezon              | Liga               | Liga  | Liga   | Puchar kraju | Puchar kraju | Europa | Europa | Inne  | Inne   | Suma  | Suma   |
| Klub                  | Sezon              | Liga               | Mecze | Bramki | Mecze        | Bramki       | Mecze  | Bramki | Mecze | Bramki | Mecze | Bramki |
| --------------------- | ------------------ | ------------------ | ----- | ------ | ------------ | ------------ | ------ | ------ | ----- | ------ | ----- | ------ |
| Lyn Fotball           | 2015               | 2. divisjon        | 7     | 1      | 0            | 0            | –      | –      | –     | –      | 7     | 1      |
| Lyn Fotball           | 2016               | 3. divisjon        | 11    | 3      | 2            | 1            | –      | –      | –     | –      | 13    | 4      |
| Lyn Fotball           | Ogólnie            | Ogólnie            | 18    | 4      | 2            | 1            | 0      | 0      | 0     | 0      | 20    | 5      |
| Rosenborg BK          | 2017               | Eliteserien        | 3     | 0      | 2            | 0            | 1      | 0      | –     | –      | 6     | 0      |
| Rosenborg BK          | 2018               | Eliteserien        | 6     | 1      | 2            | 3            | 4      | 0      | 1     | 0      | 13    | 4      |
| Rosenborg BK          | 2019               | Eliteserien        | 7     | 3      | 3            | 2            | 2      | 0      | –     | –      | 12    | 5      |
| Rosenborg BK          | 2020               | Eliteserien        | 3     | 0      | 0            | 0            | 0      | 0      | –     | –      | 3     | 0      |
| Rosenborg BK          | Ogólnie            | Ogólnie            | 19    | 4      | 7            | 5            | 7      | 0      | 1     | 0      | 34    | 9      |
| Stabæk Fotball (wyp.) | 2020               | Eliteserien        | 15    | 0      | 0            | 0            | –      | –      | –     | –      | 15    | 0      |
| Stabæk Fotball (wyp.) | Ogólnie            | Ogólnie            | 15    | 0      | 0            | 0            | 0      | 0      | 0     | 0      | 15    | 0      |
| FK Bodø/Glimt         | 2021               | Eliteserien        | 30    | 15     | 2            | 0            | 14     | 8      | –     | –      | 46    | 23     |
| FK Bodø/Glimt         | Ogólnie            | Ogólnie            | 30    | 15     | 2            | 0            | 14     | 8      | 0     | 0      | 46    | 23     |
| Salernitana           | 2022/23            | Serie A            | 28    | 1      | 1            | 0            | 0      | 0      | –     | –      | 29    | 1      |
| Salernitana           | 2023/24            | Serie A            | 7     | 0      | 2            | 0            | –      | –      | –     | –      | 9     | 0      |
| Salernitana           | Ogólnie            | Ogólnie            | 35    | 1      | 3            | 0            | 0      | 0      | 0     | 0      | 38    | 1      |
| Malmö FF              | 2024               | Allsvenskan        | 15    | 9      | 5            | 3            | –      | –      | –     | –      | 20    | 12     |
| Ogólnie w karierze    | Ogólnie w karierze | Ogólnie w karierze | 132   | 33     | 19           | 9            | 21     | 8      | 1     | 0      | 173   | 50     |

### Reprezentacyjne
(aktualne na dzień 18 lipca 2024)
| Reprezentacja | Rok     | Mecze | Bramki |
| ------------- | ------- | ----- | ------ |
| Norwegia U-19 |         |       |        |
| 2018          | 6       | 4     |        |
| 2019          | 4       | 1     |        |
| Ogólnie       | Ogólnie | 10    | 5      |
| Norwegia U-21 |         |       |        |
| 2021          | 4       | 1     |        |
| 2022          | 8       | 2     |        |
| 2023          | 5       | 1     |        |
| Ogólnie       | Ogólnie | 17    | 4      |
| Norwegia      | 2024    | 1     | 0      |

| Mecze i gole w reprezentacji | Mecze i gole w reprezentacji | Mecze i gole w reprezentacji | Mecze i gole w reprezentacji | Mecze i gole w reprezentacji | Mecze i gole w reprezentacji | Mecze i gole w reprezentacji | Mecze i gole w reprezentacji |
| Norwegia U-19                | Norwegia U-19                | Norwegia U-19                | Norwegia U-19                | Norwegia U-19                | Norwegia U-19                | Norwegia U-19                | Norwegia U-19                |
| Lp.                          | Data                         | Miejsce                      | Gospodarz                    | Gość                         | Wynik                        | Gol                          | Rozgrywki                    |
| ---------------------------- | ---------------------------- | ---------------------------- | ---------------------------- | ---------------------------- | ---------------------------- | ---------------------------- | ---------------------------- |
| 1.                           | 19.07.2018                   | Vaasa                        | Finlandia U-19               | Norwegia U-19                | 2:3                          | Gol                          | ME U-19 2018                 |
| 2.                           | 22.07.2018                   | Seinäjoki                    | Włochy U-19                  | Norwegia U-19                | 1:1                          |                              | ME U-19 2018                 |
| 3.                           | 26.07.2018                   | Seinäjoki                    | Norwegia U-19                | Anglia U-19                  | 3:0                          | Gol                          | ME U-19 2018                 |
| 4.                           | 10.10.2018                   | Lushnja                      | Norwegia U-19                | Słowacja U-19                | 1:2                          |                              | el. ME U-19 2019             |
| 5.                           | 13.10.2018                   | Lushnja                      | Ukraina U-19                 | Norwegia U-19                | 1:2                          | Gol                          | el. ME U-19 2019             |
| 6.                           | 16.10.2018                   | Durrës                       | Albania U-19                 | Norwegia U-19                | 0:1                          | Gol                          | el. ME U-19 2019             |
| 7.                           | 15.07.2019                   | Erywań                       | Norwegia U-19                | Irlandia U-19                | 1:1                          | Gol                          | ME U-19 2019                 |
| 8.                           | 18.07.2019                   | Erywań                       | Czechy U-19                  | Norwegia U-19                | 0:0                          |                              | ME U-19 2019                 |
| 9.                           | 21.07.2019                   | Erywań                       | Francja U-19                 | Norwegia U-19                | 1:0                          |                              | ME U-19 2019                 |
| 10.                          | 18.11.2019                   | Bytów                        | Polska U-20                  | Norwegia U-19                | 1:1                          |                              | Mecz towarzyski              |
| Norwegia U-21                |                              |                              |                              |                              |                              |                              |                              |
| Lp.                          | Data                         | Miejsce                      | Gospodarz                    | Gość                         | Wynik                        | Gol                          | Rozgrywki                    |
| 1.                           | 03.09.2021                   | Drammen                      | Norwegia U-21                | Austria U-21                 | 3:1                          | Gol                          | el. ME U-21 2023             |
| 2.                           | 08.10.2021                   | Varaždin                     | Chorwacja U-21               | Norwegia U-21                | 3:2                          |                              | el. ME U-21 2023             |
| 3.                           | 12.10.2021                   | Drammen                      | Norwegia U-21                | Estonia U-21                 | 3:0                          |                              | el. ME U-21 2023             |
| 4.                           | 12.11.2021                   | Drammen                      | Norwegia U-21                | Finlandia U-21               | 3:1                          |                              | el. ME U-21 2023             |
| 5                            | 29.03.2022                   | Ried im Innkreis             | Austria U-21                 | Norwegia U-21                | 2:1                          |                              | el. ME U-21 2023             |
| 6.                           | 03.06.2022                   | Drammen                      | Norwegia U-21                | Chorwacja U-21               | 3:2                          | Gol                          | el. ME U-21 2023             |
| 7.                           | 10.06.2022                   | Turku                        | Finlandia U-21               | Norwegia U-21                | 0:2                          |                              | el. ME U-21 2023             |
| 8.                           | 14.06.2022                   | Drammen                      | Norwegia U-21                | Azerbejdżan U-21             | 2:1                          | Gol                          | el. ME U-21 2023             |
| 9.                           | 24.09.2022                   | San Pedro de Alcántara       | Norwegia U-21                | Szwajcaria U-21              | 3:2                          |                              | Mecz towarzyski              |
| 10.                          | 27.09.2022                   | Huesca                       | Hiszpania U-21               | Norwegia U-21                | 3:0                          |                              | Mecz towarzyski              |
| 11.                          | 19.11.2022                   | Caen                         | Francja U-21                 | Norwegia U-21                | 1:1                          |                              | Mecz towarzyski              |
| 12.                          | 22.11.2022                   | San Pedro del Pinatar        | Czechy U-21                  | Norwegia U-21                | 0:4                          |                              | Mecz towarzyski              |
| 13.                          | 25.03.2023                   | San Pedro del Pinatar        | Norwegia U-21                | Holandia U-21                | 0:3                          |                              | Mecz towarzyski              |
| 14.                          | 28.03.2023                   | Póvoa de Varzim              | Portugalia U-21              | Norwegia U-21                | 3:0                          |                              | Mecz towarzyski              |
| 15.                          | 22.06.2023                   | Kluż-Napoka                  | Norwegia U-21                | Szwajcaria U-21              | 1:2                          |                              | ME U-21 2023                 |
| 16.                          | 25.06.2023                   | Kluż-Napoka                  | Norwegia U-21                | Francja U-21                 | 0:1                          |                              | ME U-21 2023                 |
| 17.                          | 28.06.2023                   | Kluż-Napoka                  | Włochy U-21                  | Norwegia U-21                | 0:1                          | Gol                          | ME U-21 2023                 |
| Norwegia                     |                              |                              |                              |                              |                              |                              |                              |
| 1.                           | 08.06.2024                   | Brøndbyvester                | Dania                        | Norwegia                     | 3:1                          |                              | Mecz towarzyski              |

## Sukcesy

### Rosenborg BK
- Mistrzostwo Norwegii (2×): 2017, 2018
- Puchar Norwegii (1×): 2018
- Superpuchar Norwegii (1×): 2018